# FOX Life (亞洲)
FOX Life是福斯廣播公司旗下的電視頻道。由於和Star World性質相似，FOX Life原先並未在東南亞播映。2017年10月1日，FOX Life將正式取代Star World在東南亞的播映。 在印度Star World與FOX Life原先就分拆為兩個頻道，是南亞唯一個同時存在此兩頻道的地區。台灣的有線電視方面，Star World則繼續放送至2020年2月1日，並未隨東南亞版一同更名。
因應Disney+準備在全亞洲正式提供服務，迪士尼於2021年4月宣佈包括本頻道在內共18個頻道於2021年10月1日起正式停播。

## 首播影集
- 一家三室
- 魔約之書（英语：A Discovery of Witches (TV series)）
- 最重要的小事
- 律政世家（英语：Bluff City Law）
- 瘋狂前女友
- Emergence（英语：Emergence (TV series)）
- 嘻哈帝國
- 貪金世家
- 善良仁醫／妙手仁醫
- 傲骨之戰
- 實習醫生
- 盲證（英语：In the Dark (American TV series)）
- 全民先生（英语：Kevin Can Wait）
- 洛城到賭城（英语：L.A. to Vegas）
- 生活點滴
- 囧女大翻身
- 美國夫人
- 神探南茜（英语：Nancy Drew (2019 TV series)）
- 紐約新醫革命
- 俏妞報到
- 童話小鎮
- 傲骨仁醫
- 王室（英语：The Royals (TV series)）
- 醜聞風暴
- 無言有愛（英语：Speechless (TV series)）
- 異鄉醫生（英语：Transplant (TV series)）
- 情場獨角獸（英语：The Unicorn (TV series)）
- 白公主
- 美味新關係
- 佐伊的非凡播放列表

## 外部連結
- FOX Life的Facebook專頁